# Мерл пурпуровоголовий
Мерл пурпуровоголовий (Hylopsar purpureiceps) — вид горобцеподібних птахів родини шпакових (Sturnidae). Мешкає в Центральній Африці.

## Поширення і екологія
Пурпуровоголові мерли мешкають в Беніні, Нігерії, Камеруні, ЦАР, ДР Конго, Республіці Конго, Уганді, Екваторіальній Гвінеї, Габоні, Анголі. Вони живуть в рівнинних тропічних лісах.